# LZX
LZX è il metalinguaggio descrittivo del framework OpenLaszlo, che utilizza al suo interno componenti XML e JavaScript, simile allo XUL, MXML e XAML. LZX abilita un processo di sviluppo dichiarativo e basato su testo che permette veloci implementazioni di software. È progettato per essere di semplice utilizzo per gli sviluppatori web che usano HTML e JavaScript.